# (3813) Fortov
(3813) Fortov (1970 QA1) – planetoida z pasa głównego asteroid okrążająca Słońce w ciągu 3,25 lat w średniej odległości 2,19 j.a. Odkryła ją Tamara Smirnowa 30 sierpnia 1970 roku.